# クリス・ワイレス
クリス・ワイレス（Chris Wyles、1983年9月13日 - ）は、アメリカ合衆国の元ラグビー選手。

## プロフィール
- アメリカ・コネチカット州スタンフォード出身。
- ポジションはウィング(WTB)、センター(CTB)、フルバック(FB)。
- 身長 183cm、体重 93kg
- アメリカ代表通算キャップ数は54。
- ラグビーワールドカップ2007・ラグビーワールドカップ2011・ラグビーワールドカップ2015のアメリカ代表に選ばれて、ラグビーワールドカップ2015の時は主将を務めた[1]。

## 略歴
ノッティンガムRFC、ノーサンプトン・セインツを経て、2008年、サラセンズに加入。
2016年、リオ五輪の7人制アメリカ代表に選ばれた。
2018年、現役を引退した。